# Sony Ericsson Z310i
Sony Ericsson Z310i為Sony Ericsson於2007年4月3日所推出的行動電話，內建30萬畫素相機。